# Maiko Nakaoka
Maiko Nakaoka (中岡 麻衣子, Nakaoka Maiko, Amagasaki, 15 februari 1985) is een Japans voormalig voetbalster.

## Carrière

### Clubcarrière
Nakaoka begon haar carrière in 1997 bij Takarazuka Bunnys. Ze tekende in 2003 bij Tasaki Perule FC. In zes jaar speelde zij er 56 competitiewedstrijden. Ze tekende in 2009 bij Speranza FC Takatsuki. Ze tekende in 2012 bij Albirex Niigata. In 2012 beëindigde zij haar carrière als voetbalster.

### Interlandcarrière
Nakaoka maakte op 21 mei 2005 haar debuut in het Japans vrouwenvoetbalelftal tijdens een vriendschappelijke wedstrijd tegen Nieuw-Zeeland. Zij nam met het Japans vrouwenvoetbalelftal deel aan het Aziatisch kampioenschap 2006 en de Aziatische Spelen 2006. Japan behaalde zilver op de Aziatische Spelen. Ze heeft 14 interlands voor het Japanse vrouwenelftal gespeeld.

## Statistieken
| Japans vrouwenvoetbalelftal | Japans vrouwenvoetbalelftal | Japans vrouwenvoetbalelftal |
| Jaar                        | Wed.                        | Dlp.                        |
| --------------------------- | --------------------------- | --------------------------- |
| 2005                        | 3                           | 0                           |
| 2006                        | 10                          | 0                           |
| 2007                        | 1                           | 0                           |
| Totaal                      | 14                          | 0                           |